# Période synodique
La période synodique d'une planète est le temps mis par cette planète pour revenir à la même configuration Terre-planète-Soleil, c'est-à-dire à la même place dans le ciel par rapport au Soleil, vu de la Terre. Cette durée diffère de la période de révolution sidérale de la planète car la Terre elle-même se déplace autour du Soleil. En conséquence, il s'agit de la période de révolution apparente, la durée entre deux conjonctions planète-Soleil, telle qu'observée depuis la Terre.
Le terme désigne de façon générale le temps séparant deux aspects identiques de l'objet (opposition, conjonction, quadrature, etc.) et dépend donc des trois corps impliqués. Les périodes synodiques des lunes de Mars, par exemple, dépendront des vitesses de révolution de Mars autour du Soleil et des lunes autour de Mars, ainsi que de la période de rotation de Mars sur elle-même.

## Période synodique des planètes du Système solaire et de la Lune
Plus la planète est éloignée, moins elle parcourt son orbite au cours d'une année et plus sa période synodique se rapproche de la période sidérale de la Terre.
| Planète | Période synodique (j) | Période sidérale (j) | Période tropique (j) |
| ------- | --------------------- | -------------------- | -------------------- |
| Mercure | 115,8776              | 87,969256            | 87,968               |
| Vénus   | 583,921361            | 224,6997056          | 224,695              |
| Mars    | 779,9643              | 686,979852           | 686,973              |
| Jupiter | 398,8613              | 4 332,589            | 4 330,595            |
| Saturne | 378,0944              | 10 759,23            | 10 746,94            |
| Uranus  | 369,654               | 30 685,4             | 30 588,740           |
| Neptune | 367,486               | 60 189,904           | 59 799,9             |

En ce qui concerne la Lune, sa période de révolution vaut un « mois lunaire sidéral », soit 27,32166155 jours terrestres ; quant à sa période synodique, autrement nommée « mois lunaire synodique », et qui est la durée séparant deux phases identiques consécutives de la Lune (deux pleines lunes ou deux nouvelles lunes, par exemple), elle vaut 29,530588853 jours'.

## Rotation synodique du Soleil
À son équateur, le Soleil a une période de rotation sidérale de 25,380 jours. Du fait de la révolution de la Terre autour du Soleil, la rotation apparente est plus lente. Elle est caractérisée par une période de rotation synodique de 27,275 jours. La relation liant période de rotation sidérale et synodique est identique à celle des périodes de révolution sidérale et synodique des planètes.

## Correspondance entre période sidérale et période synodique
La relation entre les deux périodes a été calculée pour la première fois par Copernic dans le cas d'orbites circulaires.
On nomme T la période sidérale de la Terre, P la période sidérale de la planète et S sa période synodique qui s'exprime toujours en valeur absolue.
Dans le cas d'une planète intérieure, plus proche du Soleil que la Terre, on trouve :
{\displaystyle P={\frac {1}{{\frac {1}{S}}+{\frac {1}{T}}}}}
{\displaystyle S={\frac {1}{{\frac {1}{P}}-{\frac {1}{T}}}}={\frac {TP}{T-P}}}
Dans le cas d'une planète extérieure, plus éloignée du Soleil que la Terre :
{\displaystyle P={\frac {1}{{\frac {1}{T}}-{\frac {1}{S}}}}}
{\displaystyle S={\frac {1}{{\frac {1}{T}}-{\frac {1}{P}}}}={\frac {PT}{P-T}}}
(On peut regrouper les deux formules de S en écrivant "Valeur absolue de P-T" (ou "Valeur absolue de T-P") au dénominateur).

## Dans la culture
Les périodes synodiques des cinq planètes visibles à l'œil nu — Mercure, Vénus, Mars, Jupiter et Saturne — sont utilisées dans le calendrier maya selon un cycle de 819 jours,. C'est simplement faux : PGCD (819,116) = PGCD (819, 584) = 1. Les articles cités ne donnent aucune preuve.